# Oficinal
Officinalis, u oficinal, es un epíteto latino medieval que denota especies —principalmente plantas— con usos en la medicina y la herbolaria. Se produce con frecuencia como un epíteto específico, segundo término de una nomenclatura binominal.

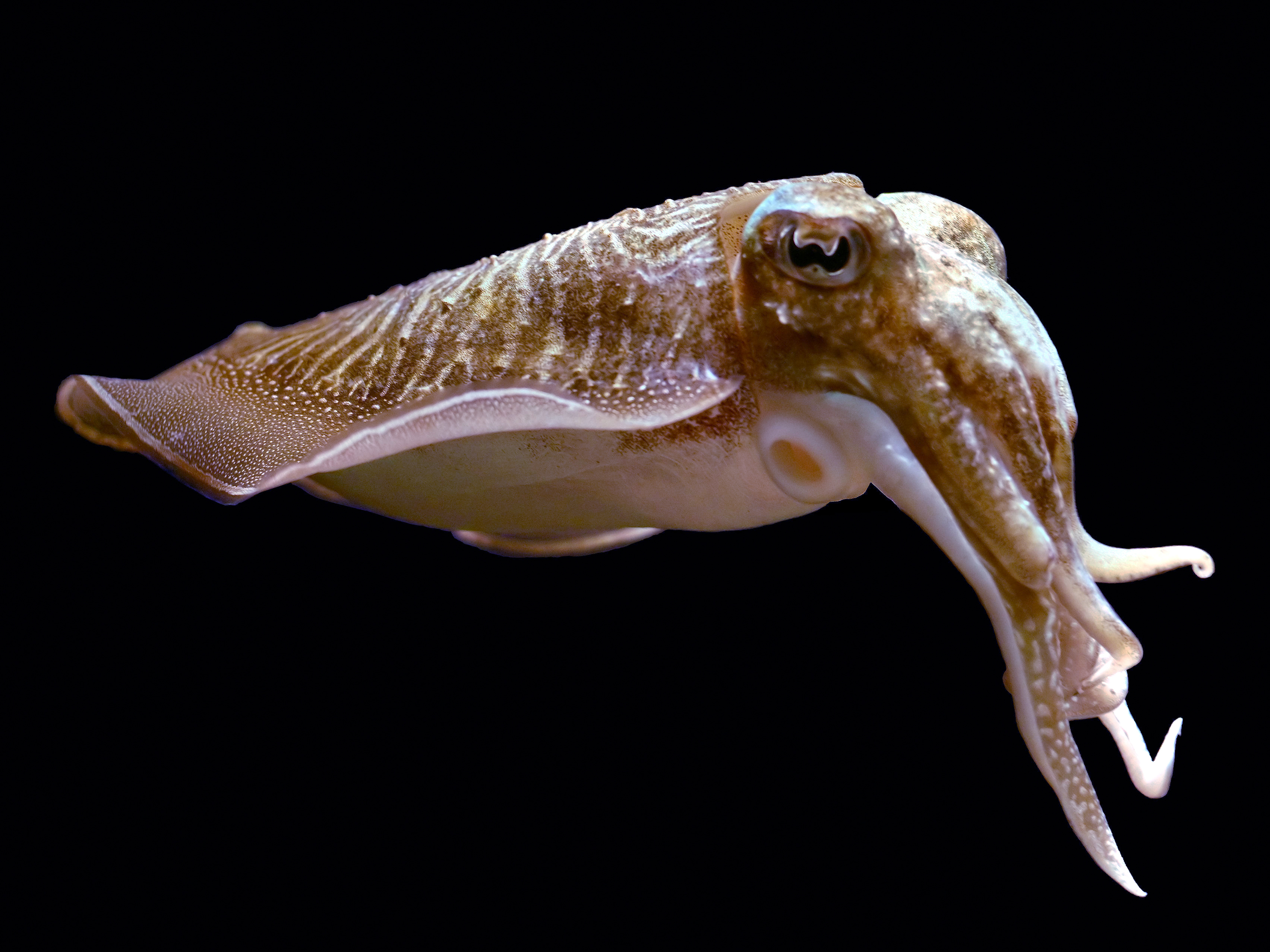
Sepia officinalis (sepia)

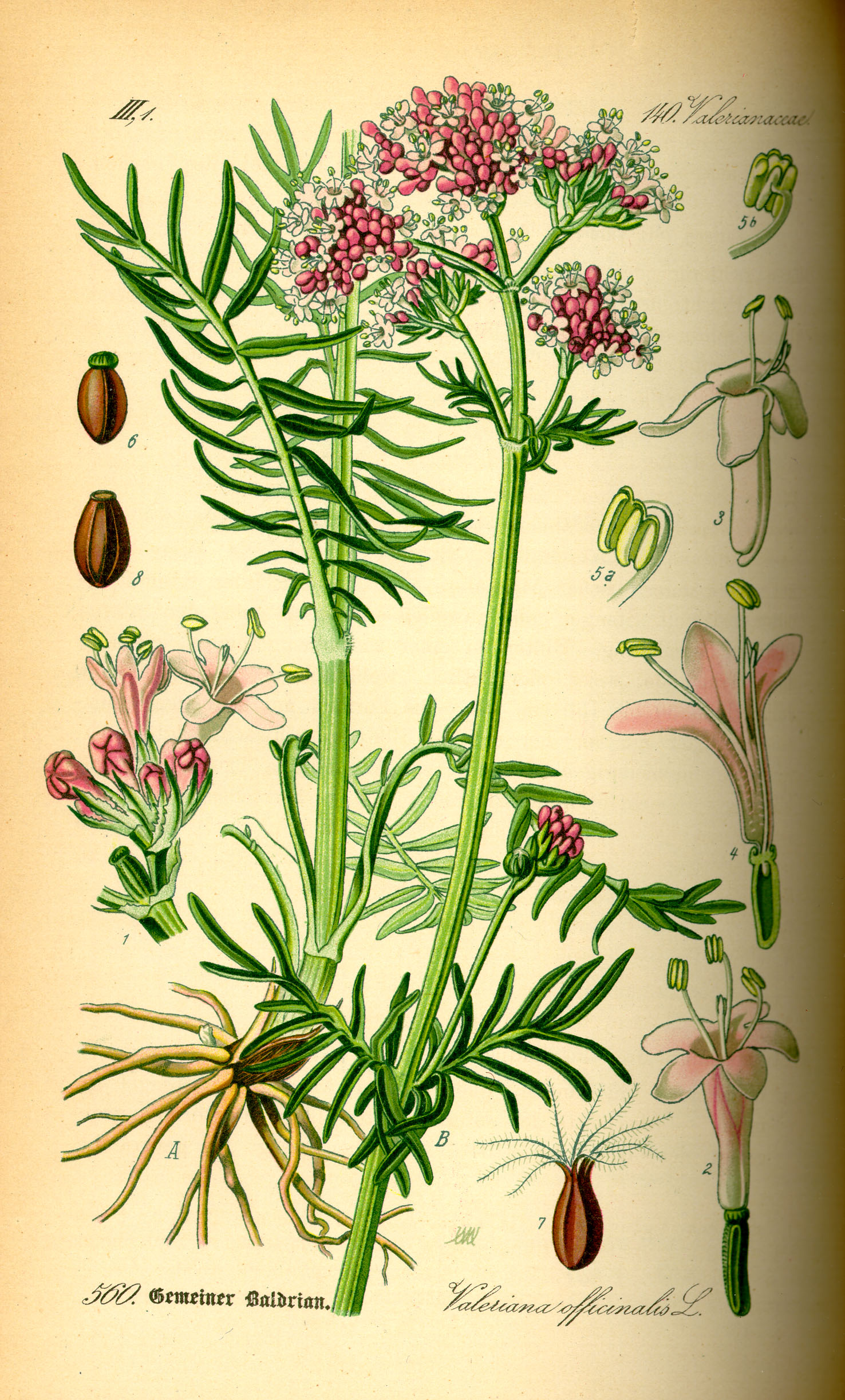
Valeriana officinalis

## Etimología
La palabra officinalis literalmente significa "de o perteneciente a una officina", el almacén de un monasterio, donde se guardaban las medicinas y otras cosas necesarias. Officina era una contracción de opificina, de opifex (gen. opificis ) «trabajador, máquina, hacedor "(de opus "trabajo") + - fex , - ficis , "el que lo hace," de facere "hacerlo, llevar a cabo". Cuando Linneo inventó el sistema binominal de nomenclatura, le dio el nombre específico "officinalis" , en el 1735 (primera edición) de su Systema Naturae, a las plantas (y a veces animales) con un medicamento establecido, culinario, o cualquier otro uso.

## Algunas especies
| - Althaea officinalis - Anchusa officinalis - Archangelica officinalis - Asparagus officinalis - Avicennia officinalis - Betonica officinalis - Bistorta officinalis - Borago officinalis - Buddleja officinalis - Calendula officinalis - Cinchona officinalis - Cochlearia officinalis - Corallina officinalis - Cornus officinalis - Cyathula officinalis - Cynoglossum officinale - Euphrasia officinalis - Fumaria officinalis - Galega officinalis - Gratiola officinalis - Guaiacum officinale - Hyssopus officinalis - Jasminum officinale - Laricifomes officinalis - Lavandula officinalis - Levisticum officinale - Lithospermum officinale - Magnolia officinalis - Melilotus officinalis - Melissa officinalis - Morinda officinalis - Nasturtium officinale - Paeonia officinalis - Parietaria officinalis - Primula officinalis - Pulmonaria officinalis - Rheum officinale - Salvia officinalis - Sanguisorba officinalis - Saponaria officinalis - Sepia officinalis - Sisymbrium officinale - Spongia officinalis - Styrax officinalis - Symphytum officinale - Taraxacum officinale - Tormentilla officinalis - Valeriana officinalis - Verbena officinalis - Veronica officinalis - Zingiber officinale |